# Спанья
Спа́нья (итал. Spagna, [ˈspaɲɲa]; наст. имя: Ивана Спанья, род. 16 декабря 1954) — итальянская певица и автор песен.
Сценическое амплуа — незатейливая девушка лёгкого поведения, которая регулярно оказывается в различных затруднительных ситуациях, но тут на выручку ей приходят удачливые кавалеры, в которых её героиня мгновенно влюбляется с первого взгляда. Хиты: «Лёгкая дама» (Easy Lady), «Позвони мне» (Call Me) и др.
В 2000-х годах выступала на телевидении в различных музыкальных шоу.
В 2010 году спела дуэтом с другой широко известной итальянской певицей Таньей Фризон. Вместе они неоднократно были приглашены на музыкальную телепрограмму I raccomandati телеканала Rai1.

## Биография
Она начала свою карьеру на английском языке х она пела вместе с Анжелой Паризи и писала песни для проекта итало-диско-дуэта под названием Fun Fun, а также для многих других танцевальных музыкальных проектов. до 1986 года, когда она начала сольную карьеру.
Ее первый сингл "Easy Lady" (1986) стал хитом по всей Европе. В 1987 году она выпустила свой третий хит "Call Me". Сингл является № 1 в европейской таблице и достигает № 2 в Италии и Великобритании. Он также занял 13 место в чарте танцевальных хитов Соединенных Штатов. Первый альбом, "Dedicated To The Moon", был выпущен в том же году и продан тиражом более 500 000 экземпляров.
После британского хита «Every Girl and Boy» и танцевально-рок-альбома You Are My Energy (1988) Спагна переехала в Санта-Монику, штат Калифорния, и записала свой третий альбом No Way Out (1991). В этом альбоме была песня, написанная Дайан Уоррен («There's a Love») и два сингла («Love at First Sight» и «Only Words»), которые достигли 5-го места в итальянских чартах. Альбом был сертифицирован Platinum (продано более 100 000 копий).
В 1993 году Spagna вернулась в Европу и записала Matter of Time с двумя хитами Eurodance: «Why Me» (№ 10 в Италии) и «I Always Dream About You» (№ 5) в Италии).
В 1995 году, после выпуска своего последнего танцевального хита («Lady Madonna», № 4 в Италии), она начала петь на своем родном итальянском языке. После большого успеха в Италии с итальянской версией Элтона Джона "Il cerchio della vita" ("Круг жизни"), представленной в итальянском саундтреке к фильму Диснея "Король Лев", она участвует в фестивале Сан-Ремо, самом важном конкурсе итальянской песни, заняла 3-е место в 1995 году с песней "Gente Come Noi". Её дебютный альбом на итальянском языке Siamo in due был продан тиражом более 350 000 экземпляров и стал самым продаваемым альбомом певицы в Италии в этом году.
По состоянию на этот год Spagna выпустила много успешных альбомов, спетых на итальянском языке (включая такие хиты, как "Siamo in due", "E io penso a te", "Lupi solitari", "Individualisibili", "Dov'eri", «Il bello della vita — Песня Кубка мира», «Con il tuo nome») до 2003 года, когда она покинула Sony Music, чтобы снова петь на английском языке. Она подписала контракт со швейцарским независимым лейблом (B&G) и записала Woman, танцевальный поп-альбом, содержащий восемь новых песен на английском языке, две на испанском и одну на французском. К альбому выпущено три сингла; «Never Say You Love Me», «Woman» и «Do It With Style». В 2004 году была выпущена новая ремиксовая версия "Easy Lady".
Альбомы и синглы Spagna были проданы в количестве более 15 миллионов копий по всему миру. В 2006 году она получила «Disco d'oro alla carriera» (Золотой сертификат за карьеру) Итальянской федерации музыкальной индустрии (FIMI). В феврале 2006 года она снова приняла участие в фестивале Сан-Ремо с песней «Noi non possiamo cambiare», а в мае 2006 года она заняла третье место в итальянском реалити-шоу Music Farm.
В феврале 2009 года она выпустила новый EP, Lola & Angiolina Project, в сотрудничестве с итальянской рок-звездой Loredana Bertè. Первым синглом была рок-баллада "Comunque vada".
Она получила почетную степень в Университете Мальты [2].
В 2012 году она выпустила новый англоязычный альбом Four с такими артистами, как Brian Auger, Eumir Deodato, Dominic Miller, Lou Marini, Gregg Kofi Brown, Fabrizio Bosso и Ronnie Jones.
В 2014 году она вернулась к танцевальной музыке. Она выпустила сингл "The Magic of Love" и в 2015 году два других сингла: «Baby not go» и «Straight to Hell» с видео, вдохновленным фильмом «Загадочная история Бенджамина Баттона». В 2019 году она опубликовала "Cartagena", новую популярную песню в сотрудничестве с Джеем Сантосом. Песня была продана тиражом 200 000 экземпляров, это лучший результат с конца 1990-х годов.

## Дискография
(выступл. вместе с Tania Frison на итальянской муз. телепрограмме I RACCOMAMANDATI, 2010)
- См. «Spagna#Discography» в англ. Википедии.